# 大江村 (大分県)
大江村（おおえむら）は、大分県下毛郡にあった村。現在の中津市の一部にあたる。

## 地理
- 河川：山国川[2]、大家川[3]、蠣瀬川[4]
- 海洋：周防灘[4]

## 歴史
- 1889年（明治22年）4月1日、町村制の施行により、下毛郡蠣瀬、大塚村、角木村が合併して村制施行し、大江村が発足[1][2]。旧村名を継承した蠣瀬、大塚、角木の3大字を編成[2]。
- 1925年（大正14年）4月1日、中津町に編入され廃止[1][2]。

## 産業
- 農業[3]、漁業[5]